# Cristhian Paredes
Cristhian Paredes (Yaguarón, 1998. május 18. –) paraguayi válogatott labdarúgó, az amerikai Portland Timbers középpályása.

## Pályafutása

### Klubcsapatokban
Paredes a paraguayi Yaguarón városában született. Az ifjúsági pályafutását a Sol de América akadémiájánál kezdte.
2016-ban mutatkozott be a Sol de América felnőtt keretében. 2017-ben a mexikói América szerződtette. A 2018-as és 2019-es szezonban az észak-amerikai első osztályban szereplő Portland Timbers csapatát erősítette kölcsönben. 2020. február 6-án az amerikai klubhoz igazolt. Először a 2020. március 2-ai, Minnesota United ellen 3–1-re elvesztett mérkőzésen lépett pályára. Első gólját 2021. április 25-én, a Houston Dynamo ellen hazai pályán 2–1-re megnyert találkozón szerezte meg.

### A válogatottban
Paredes az U17-es, az U20-as és az U23-as korosztályú válogatottakban is képviselte Paraguayt.
2017-ben debütált a felnőtt válogatottban. Először a 2017. június 2-ai, Franciaország ellen 5–0-ra megnyert barátságos mérkőzés 63. percében, Víctor Ayala Núñezt váltva lépett pályára.

## Statisztikák
2023. március 4. szerint
| Klub             | Szezon   | Osztály  | Bajnokság | Bajnokság | Kupa és Ligakupa | Kupa és Ligakupa | Nemzetközi | Nemzetközi | Összesen | Összesen |
| Klub             | Szezon   | Osztály  | Meccs     | Gól       | Meccs            | Gól              | Meccs      | Gól        | Meccs    | Gól      |
| ---------------- | -------- | -------- | --------- | --------- | ---------------- | ---------------- | ---------- | ---------- | -------- | -------- |
| Portland Timbers | 2018     | MLS      | 19        | 1         | 2                | 0                | —          | —          | 21       | 1        |
| Portland Timbers | 2019     | MLS      | 23        | 4         | 4                | 0                | —          | —          | 27       | 4        |
| Portland Timbers | 2020     | MLS      | 18        | 0         | 0                | 0                | —          | —          | 18       | 0        |
| Portland Timbers | 2021     | MLS      | 24        | 3         | 0                | 0                | 3          | 0          | 27       | 3        |
| Portland Timbers | 2022     | MLS      | 27        | 2         | 1                | 0                | —          | —          | 28       | 2        |
| Portland Timbers | 2023     | MLS      | 2         | 1         | 0                | 0                | —          | —          | 2        | 1        |
| Összesen         | Összesen | Összesen | 113       | 11        | 7                | 0                | 3          | 0          | 123      | 11       |

### A válogatottban
| Válogatott | Év       | Pályára lépés | Gól |
| ---------- | -------- | ------------- | --- |
| Paraguay   | 2017     | 1             | 0   |
| Paraguay   | 2018     | 1             | 0   |
| Paraguay   | 2019     | 4             | 0   |
| Összesen   | Összesen | 6             | 0   |